# Alberto Mastromarino
Alberto Mastromarino (* 20. November 1963 in Castelnuovo della Misericordia, Provinz Livorno; † 4. Mai 2025 in Cecina, Provinz Livorno) war ein italienischer Opernsänger (Bariton).

## Leben
Alberto Mastromarino erhielt seine Gesangsausbildung bei dem bekannten Bariton Paolo Silveri. Sein Bühnendebüt gab er 1987 in der Rolle des Amonasro in Aida am Teatro Eliseo in Rom. In der Saison 1987/88 gewann er Preise bei mehreren Gesangswettbewerben, u. a. beim Concorso Lirico Internazionale „Mattia Battistini“, beim Concorso Nazionale di Musica „Premio Vincenzo Bellini“, beim Concorso Internazionale per Voci liriche „Giacomo Lauri Volpi“ und beim Wettbewerb „Verdian Voices“.
1994 sang er in Livorno die Titelrolle in Macbeth und in Savona den Rigoletto. 1995 sang er am Teatro Lirico di Cagliari den Alfio in Cavalleria rusticana. Im Januar 1995 debütierte er an der Wiener Staatsoper, an der er bis 2010 in insgesamt 44 Vorstellungen den Alfio, den Scarpia in Tosca, den Tonio in Pagliacci und den Guglielmo Wulf in Le Villi sang. 1996 gastierte er an der Palm Beach Opera als Germont-père in La Traviata. 1998 sang er den Amonasro in Aida bei Freilichtaufführungen an den Pyramiden von Gizeh.
In der Saison 1999/00 sang er am Teatro Verdi in Triest den Nicola in der Oper Nozze Istriane von Antonio Smareglia. 2000 trat er am Teatro Comunale di Bologna als Tonio und am Teatro Regio di Torino als Rigoletto auf. 2001 trat er, gemeinsam mit Cecilia Gasdia als Suzel und Andrea Bocelli in der Titelrolle, am Teatro Filarmonico Verona als Rabbi David in L’amico Fritz auf.
Im März 2009 debütierte er an der Metropolitan Opera in New York City an einem Abend als Alfio in Cavalleria rusticana und als Tonio in Pagliacci. 2012 sang er dort auch den Amonasro in Aida.
Im September 2013 debütierte er als Amonasro in Aida an der Mailänder Scala. 2015 trat er am Teatro Verdi in Triest in der Titelrolle von Falstaff auf. 2021 sang er am Teatro Goldoni in Livorno den Carpentiere in Il piccolo Marat. 2023 übernahm er die Rolle des Geronte di Ravoir in einer Neuproduktion von Manon Lescaut am Teatro Comunale in Ferrara.
Er trat in Italien außerdem am Teatro Massimo in Palermo, am Teatro Bellini in Catania, am Teatro Carlo Felice in Genua, am Teatro San Carlo in Neapel und am Teatro La Fenice in Venedig auf. Mastromarino gastierte bei zahlreichen Opernfestivals, u. a. in der Arena von Verona (als Amonasro, Barnaba, Michonnet), beim Sferisterio Opera Festival in Macerata, beim Maggio Musicale Fiorentino und mehrfach beim Puccini-Festival in Torre del Lago (als Michele in Il tabarro, Gianni Schicchi, Scarpia, Sharpless und Jack Rance).
Auslandsgastspiele gab Mastromarino u. a. in Toulon (2012), am Teatre Principal de Palma (2015), am Opernhaus von Monte Carlo (2017), sowie an der Deutschen Oper Berlin, am Gran Teatre del Liceu in Barcelona, am Teatro Colon in Buenos Aires, an der Israeli Opera in Tel Aviv und im National Center for the Performing Arts Beijing.
Auf der Bühne sang Mastromarino hauptsächlich Baritonpartien aus dem Bereich der italienischen Oper. Schwerpunkte seines Repertoires, das über 50 Rollen umfasste, waren Partien von Giuseppe Verdi, Giacomo Puccini und den italienischen Komponisten des Verismo.
Mastromarino starb im Mai 2025 im Alter von 61 Jahren nach langer Krankheit im Krankenhaus von Cecina.

## Repertoire (Auswahl)
- Cilea: Michonnet in Adriana Lecouvreur
- Donizetti: Enrico in Lucia di Lammermoor
- Giordano: Carlo Gerard in Andrea Chénier
- Leoncavallo: Tonio in Pagliacci
- Mascagni: Alfio in Cavalleria rusticana
- Mascagni: Rabbi David in L’amico Fritz
- Mascagni: Carpentiere in Il piccolo Marat
- Ponchielli: Barnaba in La Gioconda
- Puccini: Guglielmo Wulf in Le Villi
- Puccini: Geronte de Ravoir in Manon Lescaut
- Puccini: Marcello in La Bohème
- Puccini: Scarpia in Tosca
- Puccini: Sharpless in Madama Butterfly
- Puccini: Michele in Il tabarro
- Puccini: Titelrolle in Gianni Schicchi
- Puccini: Jack Rance in La fanciulla del West
- Smareglia: Nicola in Nozze Istriane
- Verdi: Titelrolle in Nabucco
- Verdi: Titelrolle in Macbeth
- Verdi: Francesco in I masnadieri
- Verdi: Conte di Luna in Il trovatore
- Verdi: Germont-père in La Traviata
- Verdi: Titelrolle in Rigoletto
- Verdi: Renato in Un ballo in maschera
- Verdi: Titelrolle und Paolo Albiani in Simone Boccanegra
- Verdi: Amonasro in Aida
- Verdi: Jago in Otello
- Verdi: Titelrolle in Falstaff
- Wolf-Ferrari: Graf von Westmoreland in Sly
- Zandonai: Giovanni in Francesca da Rimini